# Vittore di Marsiglia
San Vittore di Marsiglia (Roccella Ionica, ... – Marsiglia, 21 luglio 303 o 304) è stato un ufficiale della legione tebana ed è venerato dalla Chiesa cattolica come santo e martire.

## Agiografia
Secondo Amedeo Thierry storico del XIX secolo, Vittore, ufficiale della Guardia imperiale sarebbe arrivato a Marsiglia in occasione di una visita alla città da parte dell'imperatore Massimiano..
Nel febbraio 303, in un Impero Romano già ben evangelizzato, ove la fede cristiana era penetrata in diversi strati della popolazione, esplose una persecuzione improvvisa, brutale e sistematica, che fece migliaia di vittime in tutto l'impero. 

Vittore era scampato alla decimazione della Legione tebana, massacrata sotto gl'imperatori Diocleziano e Massimiano (285-305) ad Agaune (oggi Saint-Maurice, nel Vallese in Svizzera), secondo Sant'Eucherio. Vittore fu tra coloro che a Marsiglia subì il martirio per essersi rifiutato di abiurare la fede cristiana.
L'8 luglio del 303 (o del 304 secondo alcune fonti), un ufficiale della Legione tebana di nome Vittore fu portato innanzi al tribunale di Marsiglia ove risiedeva il prefetto del pretorio Euticio. Questo ufficiale si rifiutava di percepire la sua paga e si proclamava cristiano. Essendosi rifiutato di compiere i sacrifici agli dei, come gli chiese il giudice, Vittore fu trascinato per la città con le braccia legate dietro la schiena. Riportato di fronte al giudice, Vittore si rifiutò nuovamente di sacrificare: «Io non sacrificherò: ciò [il sacrificio, n.d.r.] è dovuto a Dio Creatore, non ad una creatura». Udendo ciò Asterio gli diede uno schiaffo ed i soldati lo presero a randellate. Dopo di che Asterio ordinò di radiarlo dai ranghi e di martirizzarlo con corregge di cuoio, quindi fu rinchiuso in una segreta.
Il 21 luglio Vittore fu nuovamente tradotto innanzi al prefetto Euticio, di fronte al quale egli si rifiutò a più riprese di eseguire sacrifici agli dei. Il giudice gli pose innanzi l'altare ove avrebbe dovuto eseguire i sacrifici ma Vittore non ne sopportò nemmeno la vista. Con un calcio Vittore fece cadere l'altare dalle mani del sacerdote ed il giudice, incollerito, ordinò che il piede con il quale Vittore aveva fatto cadere l'altare gli venisse amputato. Poi, di fronte ad un ulteriore rifiuto da parte di Vittore di sacrificare agli dei, ordinò di porlo sotto una macina condotta da un animale, ove viene normalmente macinato il grano.
I cristiani di Marsiglia s'impadronirono del corpo di Vittore e lo nascosero frettolosamente nel fianco di una collina della quale scavarono la roccia.

## L'Abbazia di San Vittore di Marsiglia
Nel luogo ove fu sepolto Vittore fu in seguito eretta un'Abbazia alla quale fu dato il nome di Abbazia di San Vittore di Marsiglia, che fu uno dei luoghi principali del culto cattolico nel sud della Francia fin dall'antichità. A questo proposito Giovanbattista Grosson scrisse nel 1773, nel suo  Recueil des antiquités et des monuments marseillais qui peuvent intéresser l'histoire et les arts:
(Giovanbattista Grosson, Recueil des antiquités et des monuments marseillais qui peuvent intéresser l’histoire et les arts)

## Culto
La Chiesa cattolica celebra il nome di Vittore di Marsiglia il 21 luglio. In questa data è celebrato patrono di Davoli(CZ) e di Roccella Jonica (RC).
A Guyancourt, nel dipartimento dell'Yvelines c'è una chiesa dedicata a San Vittore di Marsiglia.